# Archisopha
Archisopha là một chi bướm đêm thuộc họ Cosmopterigidae.